# Hydriomena contrasta
Hydriomena contrasta är en fjärilsart som beskrevs av Schroder sensu Bang-haas 1928. Hydriomena contrasta ingår i släktet Hydriomena och familjen mätare. Inga underarter finns listade i Catalogue of Life.